# Amália Rodrigues

Amália Rodrigues – graffiti w Lizbonie

Amália da Piedade Rodrigues (ur. 23 lipca 1920 w Lizbonie, zm. 6 października 1999 tamże) – portugalska śpiewaczka fado, powszechnie uważana za najwybitniejszą reprezentantkę tego gatunku. Chociaż we wszystkich jej dokumentach oficjalnych figuruje data urodzenia 23 lipca, Amália zawsze obchodziła swoje urodziny 1 lipca (w sezonie na czereśnie).

## Zarys biografii
Pochodziła z ubogiej rodziny, zamieszkałej w nadrzecznej dzielnicy Lizbony.
Dała się poznać na całym świecie, jako „Królowa fado” i ze względu na rangę przypisywaną temu gatunkowi muzyki w kulturze portugalskiej, została uznana przez wielu za ambasadora Portugalii.
Wielokrotnie występowała za granicą. Do najważniejszych jej koncertów zalicza się występy w Paryżu, Londynie i Rzymie. Równie ważny był dla jej popularności na świecie udział w 1950 w koncertach związanych z planem Marshalla, gdzie z każdego kraju będącego jego beneficjentem wystąpił jeden artysta, artystka lub zespół. Chętnie występowała wspólnie ze śpiewakami operowymi (Rzym, Teatro Argentina).
Lubiła słuchać muzyki poważnej.
Została pochowana na cmentarzu Prazeres w Lizbonie, a następnie jej prochy przeniesiono do Narodowego Panteonu w Lizbonie. Po jej śmierci w Portugalii ogłoszono trzydniową żałobę narodową. W pogrzebie uczestniczyło ponad sto tysięcy osób.
W 2008 miał swoją premierę na świecie (a w 2010 w Polsce) biograficzny film o jej życiu Amalia. Królowa Fado w reżyserii Carlosa Coelho da Silva.

## Dyskografia
- Perseguição, 1945
- Tendinha, 1945
- Fado do Ciúme, 1945
- Ai Mouraria, 1945
- Maria da Cruz, 1945
- Ai Mouraria, 1951/52
- Sabe-se Lá, 1951/52
- Novo Fado da Severa, 1953
- Uma Casa Portuguesa, 1953
- Primavera, 1954
- Tudo Isto é Fado, 1955
- Foi Deus, 1956
- Amália no Olympia, 1957
- Povo que Lavas no Rio, 1963
- Estranha Forma de Vida, 1964
- Amália Canta Luís de Camões, 1965
- Formiga Bossa Nossa, 1969
- Amália e Vinicius, 1970
- Com que Voz, 1970
- Fado Português, 1970
- Oiça Lá ó Senhor Vinho, 1971
- Amália no Japão, 1971
- Cheira a Lisboa, 1972
- Amália no Canecão, 1976
- Cantigas da Boa Gente, 1976
- Lágrima, 1983
- Amália na Broadway, 1984
- O Melhor de Amália - Estranha Forma de Vida, 1985
- O Melhor de Amália volume 2 - Tudo Isto é Fado, 1985
- Obsessão, 1990
- Abbey Road 1952, 1992
- Segredo, 1997